# Борима Трохим Васильович

Т. В. Борима

Борима Трохим Васильович (нар. 19 жовтня 1914, м. Проскурів — † 2 лютого 1984) — визначний український лікар (акушер-гінеколог) і педагог, доктор медичних наук.

## Біографія
1932 року закінчив навчання в школі, поступив до Проскурівського медичного технікуму. 1934 року поступає до Київського медичного інституту. 1939-го закінчив навчання закінчив в Одеському медичному інституті. В часі 1941-1946 років працював лікарем, зокрема - у Кам'янець-Подільському районі, згодом — завідувач хірургічного та акушерсько-гінекологічного відділення Городоцької районної лікарні (Хмельницька область). Протягом 1946-1949 років проходив клінічну ординатуру при кафедрі акушерства і гінекології Київського медичного інституту.
З 1950 року працював асистентом, з 1954 року — доцентом, з 1966 року — професором кафедри акушерства і гінекології Чернівецького медичного інституту. У 1951 році захистив кандидатську дисертацію на тему: «Аргирофильные вещества в плаценте в норме и патологии». Основні напрямки наукової діяльності присвячені вивченню міжклітинної речовині плаценти при нормальній і патологічній вагітності, її впливу на плід; генітального туберкульозу, водно-сольового обміну, функції нирок та печінки при нефропатіях вагітності. Одержані результати лягли в основу докторської дисертації на тему: «Основы патогенеза, некоторые вопросы диагностики и лечения туберкулёза женских половых органов» яку він захистив у 1965 році. Професор був куратором пологового будинку Сторожинецької центральної районної лікарні.
З 1963 по 1982 роки Трохим Васильович очолював товориство акушерів-гінекологів Чернівецької області та обласну комісію з пологів та гінекологічної допомоги, був членом правління наукового товариства акушерів-гінекологів України.
Трохим Борима є автором 147 наукових праць.

### Керівницвто кафедрою

Трохим Васильович під час клінічного обходу, 1975 рік

З 1 вересня 1963 по 1982 рік Трохим Васильович очолював кафедру акушерства і гінекології Буковинського державного медичного університету. Під його керівництвом захищено 11 кандидатських дисертацій. В пологовому будинку було виділено 5 ліжок для хворих на генітальний туберкульоз. Професор Трохим Борима приділяв велику увагу методичному забезпеченню навчального процесу та лікувально-консультативній роботі: 1968 року були розроблені схеми історії пологів для студентів, 1969 впроваджено програмований контроль з акушерства та гінекології, виготовлені таблиці-схеми надання невідкладної допомоги акушерських кровотечах, гестозах, афіксії новонароджених. За кожним працівником кафедри були закріплені сільські райони області куди вони щомісячно виїжджали для лікування та консультування жінок.